# Коровія
Корові́я — село в Україні, у Чернівецькій міській громаді Чернівецького району Чернівецької області.

## Назва
Назва походить від річки Коровії.
На переломі XIX-ХХ століть побутувала версія Даніеля Веренки, що ім’я утворене від назви «корова» = спокій (сонливість) .  Однак за народним переказом назва села нібито походить від слова «корова» у значенні видолинок. Населений пункт справді лежить у долині однойменного струмка, який обтікає півколом гору Коровала.

## Географія
Розташоване на річці Коровії (ліва притока річки Дереглую), за 26 км від районного центру, за 2 км від залізничної станції в селі Валя Кузьмина. Сільраді підпорядковане с. Валя Кузьмина.

## Герб
Щит перекинуто вилоподібно розділений лазуровим, червоним і зеленим. У першій частині срібна церква із золотими покрівлями та куполом. У другій частині три срібні дубові листи з двома золотими жолудями. У третій частині золота голова корови прямо, зі срібними рогами, що супроводжується зверху золотим лісовим горіхом.

## Історія
У XIV - XVIII століттях територія Коровії разом із землями  Чагра і Молодії входила до складу села (громади) Козмин,  що розташувалося  між населеними пунктами  Кучур (Великий Кучурів), Чернівці і Луковиця.
Це підтверджується межовим описом села Козмин від 3 квітня 1488 року, коли господар Молдавського князівства Штефана Великий подарував «питоме» (власне) село на ім’я «Козминул» Путнянському монастиреві.  
В районі нинішньої Коровії у документі згадуються «велика дорога», що вела з Чернівців, присілок Вільховець (нині Годилів), що належав до села Кучур (Великий Кучурів),  долини Переєм (Перейма) і Коровієва, потік Коровія, Плючкова пасіка.   Від потоку Коровія межа пролягала через лози і вела  на камінь, розміщений на  верху Хлубокої (Глибокої) долини, а відтак через долину до річки Дереглуй…. Згадані межові знаки загалом  співпадають з межею  села Коровія, зафіксованою на мапах ХVIII–XIX століть. 
Найдавніша згадка про Козмин (Cusminen) – населений пункт між Снятином  і Серетом – датується 1334 роком.   Це пов’язано з розміщенням в цьому поселенні місіонерської місії католицького чернечого Ордену братів менших (міноритів), що належала до вікаріату Русі (vicaria Russiae). В латиномовних джерелах XIV століття Руссю, або ж королівство Русь (лат. Regnum Russiae), називали Галицьке князівство.
Згадка про Коровію як окремий населений пункт є в писемних джерелах XVIII століття. 
У 1497 році поблизу с. Валі Кузьминої молдавський господар Стефан III розбив військо польського короля Альбрехта.
В околицях села виявлено залишки поселення трипільської культури (ІІІ тисячоліття до н. е.), доби бронзи (ІІ тисячоліття до н. е.) та слов'ян (VIII-Х століття н. е.).
Станом на 1904 р. населення Коровії складало 1659 осіб. На той час селище належало до Чернівецького повіту Герцогства Буковини і було власністю православного релігійного фонду. Громада селища мала власну печатку з зображенням корови («називним» гербом) і написом німецькою мовою «Gemeinde Korowia».

## Населення
У 1774 році в Коровії  проживало 29 сімей (близько 150 осіб).
Згідно з австрійським переписом  1890 року громада села Коровія  складалася з 1481 мешканця. За віросповіданням 1448 осіб були православними, 17 осіб —  католиками, у тому числі 8 осіб —  греко-католиками,  а ще 15 осіб сповідувала юдаїзм. 
За національним складом, що визначався на основі розмовної мови,  Коровія була поліетнічною сільською громадою, у якій румуни  та українці становили абсолютну більшість. Третю етнічну групу представляли євреї, які за розмовною мовою записували себе німцями.
| українці | 704 | 47,53 |
| румуни   | 750 | 50,65 |
| німці    | 27  | 1,82  |

Національний склад населення за даними перепису 1930 року у Румунії:
| Національність | Кількість осіб | Відсоток |
| -------------- | -------------- | -------- |
| румуни         | 1529           | 89,52 %  |
| німці          | 114            | 6,67 %   |
| українці       | 39             | 2,28 %   |
| поляки         | 12             | 0,70 %   |
| євреї          | 12             | 0,70 %   |
| росіяни        | 1              | 0,06 %   |
| не вказали     | 1              | 0,06 %   |

Мовний склад населення за даними перепису 1930 року:
| Мова       | Кількість осіб | Відсоток |
| ---------- | -------------- | -------- |
| румунська  | 1515           | 88,70 %  |
| німецька   | 115            | 6,73 %   |
| українська | 50             | 2,93 %   |
| їдиш       | 12             | 0,70 %   |
| російська  | 10             | 0,59 %   |
| польська   | 5              | 0,29 %   |
| не вказали | 1              | 0,06 %   |

### Мова
Розподіл населення за рідною мовою за даними перепису 2001 року:
| Мова            | Кількість | Відсоток |
| --------------- | --------- | -------- |
| українська      | 2039      | 68.15%   |
| румунська       | 931       | 31.12%   |
| російська       | 18        | 0.60%    |
| польська        | 1         | 0.03%    |
| болгарська      | 1         | 0.03%    |
| інші/не вказали | 2         | 0.07%    |
| Усього          | 2992      | 100%     |

## Уродженці села
- Чередарик Людмила Флорівна (* 1 січня 1953 року.) — український журналіст, редактор. Член Національної спілки журналістів України (НСЖУ). В 1976 році закінчила факультет журналістики Львівського ордена Леніна державного університету імені Івана Франка. Стажувалася у Швеції. Працювала кореспондентом, зав відділом районної газети «Ленінським шляхом» (м. Новоселиця Чернівецької області), оглядачем чернівецької обласної газети «Молодий буковинець», нині шеф-редактор газети «Версії». Готувала авторські передачі на радіо і телебачення, її матеріали передруковувались англійськими, канадськими, ізраїльськими засобами масової інформації (ЗМІ). Друкується у всеукраїнських газетах «Київські відомості», «Ваше здоров'я». Лауреат обласної журналістської премії імені Володимира Бабляка. Нагороджена медаллю «Нестор-літописець» у номінації «Економіка очима журналіста»[9].